# Amatuni Vardapetian
Amatuni Simoni Amatuni (en arménien : Ամատունի Սիմոնի Ամատունի), né Amatuni Vardapetyan, né en 1900 à Elisavetpol (actuellement Gandja en Azerbaïdjan), dans le gouvernement d'Elizavetpol, dans l'Empire russe, et mort dans les Grandes Purges le 26 juillet 1938, est un homme politique arménien soviétique, premier secrétaire du Parti communiste arménien de 1936 à 1937.
Il devient membre du parti communiste en 1919. De 1926 à 1928, il étudie à l'Institut des professeurs rouges, puis occupe divers postes au sein du parti à Erevan, Tiflis et Bakou. Allié de Lavrenti Beria, il est deuxième secrétaire du Parti communiste d'Arménie de 1935 à 1936, puis devient premier secrétaire en 1936 après la mort de son prédécesseur Aghasi Khanjian. Avec le chef arménien du NKVD Khachik Mughdusi, Amatuni supervise la première phase des Grandes Purges en Arménie, avant sa propre arrestation le 23 septembre 1937. Il figure sur la liste des exécutions  du 26 juillet 1938 et est fusillé le jour-même.